# Приазовський район
Приазо́вський райо́н — колишній район України у південній частині Запорізької області . Районний центр: Приазовське. Населення становить 27 тис осіб (2017 р.). Площа району 1947 км². Утворено 1935 року. Назва районного центру відображає географічне розташування району на узбережжі Азовського моря.

## Географія

### Розташування
На сході межує з Приморським районом, на північному сході — з Чернігівським, на півночі — з Токмацьким, на заході — з Мелітопольським районом, на південному заході по акваторії Молочного лиману — з Якимівським районом. Частина території району омивається водами Азовського моря та Молочного лиману, берегова лінія сягає 90 км.
Загальна площа території становить 194,7 тис. км². До складу району входять 52 населених пунктів, у тому числі 2 селища: сел. Приазовське та сел. Нововасилівка.
Районний центр — селище Приазовське розташований на відстані 143 км від обласного центру м. Запоріжжя на автошляху E58 (Ростов-на-Дону—Одеса—Рені). До найближчої залізниці 26 км.

### Природні ресурси
Корисні копалини:
- Приазовське родовище — Газ вільний.
- Морське родовище — Газ вільний.
- Куксунгурська група залізорудних родовищ — Кварцити залізисті, магнетитові
- Куксунгурське родовище — гнейс.
- Першомиколаївське родовище — мігматит.
- Маківське родовище — Граніт, мігматит.
- Нововасилівське родовище — Глина.
- Ганнівське родовище — Суглинок.

### Ландшафти
За фізико-географічним районуванням Запорізької області, район лежить у межах Молочансько-Нововасилівського фізико-географічного району Західноприазовської схилові-височинної області Причорноморського степового краю Середньостепової підзони, а також Нижньомолочанського району Присивасько-Приазовської низовинної області Причорноморсько-Приазовського південностепового краю Південностепової підзони Степової зони.

## Історія
Приазовський (Покровський) район Запорізької області з центром у смт Приазовське (с. Покровка Друга) було утворено 7 березня 1923 року постановою Всеукраїнського Центрального виконавчого комітету /ВУЦВК/.
До III століття н. е. у навколишніх степах Приазов'я кочували скіфи, про що свідчать знайдені на території селища скіфські поховання.
Пізніше, і до середини XIX століття, на місці сучасного с. Приазовського були ногайські аули — Ессабей, Аккую та Шуют-Джурет.
Після переселення ногайців до Туреччини в цю місцевість прибуло восени кілька десятків сімей державних селян з Бердянського повіту. Вони поклали початок існуванню селища Шуют-Джурет. Після побудови та відкриття в 1862 році в селі церкви св. Покрови воно було назване Покровкою, але на відміну від Покровки, що вже існувала в повіті, вона стала називатися Покровкою Другою.
У ті ж роки колишніми бессарабськими колоністами — болгарами, гагаузами, албанцями, росіянами та українцями після прийняття російського підданства заселяється територія, що склала в майбутньому територію сучасного Приазовського району. Засновуються такі села, як Ботієве, Гірсівка, Надеждине, Степанівка Друга, Строганівка, Богданівка та ін.
Протягом кількох пореформених років віками незаймані степи були переорані. Жителі краю активно займалися землеробством та тваринництвом. Покровка Друга в ці роки швидко зростала і незабаром стала одним з великих волосних центрів Бердянського повіту. За переписом 1886 року тут налічувалося 582 двори, проживало 3,6 тис. населення.
У селі працював цегельний завод, десять вітряків, поштова станція, 9 крамниць промислових і продовольчих товарів, регулярно двічі на рік відбувалися ярмарки.
Із середини XIX на початку XX століття село Покровка Друга перетворюється у великий населений пункт, у якому проживало 7,8 тис. чоловік. Надалі, за часів Першої світової та громадянської війн, на території району відбулися нові соціально-економічні перетворення.
Постановою ВУЦВК від 17 лютого 1935 року на території Дніпропетровської області за рахунок розукрупнення районів було створено 20 нових районів, у тому числі Приазовський район з центром у с. Покровка Друга.
Постановою ВУЦВК від 31 серпня 1935 року центр Приазовського району с. Покровка Друга був перейменований у с. Приазовське.
05.02.1965 Указом Президії Верховної Ради Української РСР передано сільради: Ганнівську Приморського району і Новоспаську Чернігівського району до складу Приазовського району.

## Адміністративний устрій
Адміністративно-територіально район поділяється на 2 селищні ради та 23 сільські ради, які об'єднують 52 населених пунктів і підпорядковані Приазовській районній раді. Адміністративний центр — смт Приазовське.

## Населення
Розподіл населення за віком та статтю (2001):
| Стать | Всього | До 15 років | 15-24 | 25-44 | 45-64 | 65-85 | Понад 85 |
| --- | ------ | ----------- | ----- | ----- | ----- | ----- | -------- |
| Чоловіки | 15 459 | 3091        | 2104  | 4741  | 3831  | 1620  | 72       |
| Жінки | 17 470 | 2882        | 1919  | 4678  | 4664  | 3029  | 298      |
| \| Статево-вікова піраміда \| Статево-вікова піраміда \| Статево-вікова піраміда \| \| ----------------------- \| ----------------------- \| ----------------------- \| \| Чоловіки \| Вік \| Жінки \| \| 72 \| 85 + \| 298 \| \| 82 \| 80-84 \| 330 \| \| 260 \| 75-79 \| 777 \| \| 616 \| 70-74 \| 1031 \| \| 662 \| 65-69 \| 891 \| \| 1307 \| 60-64 \| 1799 \| \| 548 \| 55-59 \| 798 \| \| 832 \| 50-54 \| 974 \| \| 1144 \| 45-49 \| 1093 \| \| 1263 \| 40-44 \| 1292 \| \| 1279 \| 35-39 \| 1179 \| \| 1096 \| 30-34 \| 1075 \| \| 1103 \| 25-29 \| 1132 \| \| 1034 \| 20-24 \| 960 \| \| 1070 \| 15-20 \| 959 \| \| 1281 \| 10-14 \| 1234 \| \| 1004 \| 5-9 \| 953 \| \| 806 \| 0-4 \| 695 \| |        |             |       |       |       |       |          |
| Статево-вікова піраміда |        |             |       |       |       |       |          |
| Чоловіки | Вік    | Жінки       |       |       |       |       |          |
| 72 | 85 +   | 298         |       |       |       |       |          |
| 82 | 80-84  | 330         |       |       |       |       |          |
| 260 | 75-79  | 777         |       |       |       |       |          |
| 616 | 70-74  | 1031        |       |       |       |       |          |
| 662 | 65-69  | 891         |       |       |       |       |          |
| 1307 | 60-64  | 1799        |       |       |       |       |          |
| 548 | 55-59  | 798         |       |       |       |       |          |
| 832 | 50-54  | 974         |       |       |       |       |          |
| 1144 | 45-49  | 1093        |       |       |       |       |          |
| 1263 | 40-44  | 1292        |       |       |       |       |          |
| 1279 | 35-39  | 1179        |       |       |       |       |          |
| 1096 | 30-34  | 1075        |       |       |       |       |          |
| 1103 | 25-29  | 1132        |       |       |       |       |          |
| 1034 | 20-24  | 960         |       |       |       |       |          |
| 1070 | 15-20  | 959         |       |       |       |       |          |
| 1281 | 10-14  | 1234        |       |       |       |       |          |
| 1004 | 5-9    | 953         |       |       |       |       |          |
| 806 | 0-4    | 695         |       |       |       |       |          |

Етнічний склад населення району на 2001 рік був представлений наступним чином:
- українці — 55,9 %;
- росіяни — 26,6 %;
- болгари — 12,5 %
- білоруси — 1,2 %
- інші національності — 3,8 %[5].

Етномовний склад населених пунктів району (рідні мови населення)
|                      | російська | українська | болгарська | вірменська | білоруська |
| ПРИАЗОВСЬКИЙ РАЙОН   | 53,3      | 37,4       | 7,1        | 0,5        | 0,5        |
| смт ПРИАЗОВСЬКЕ      | 74,9      | 23,7       | 0,6        | 0,1        | 0,1        |
| с. БІЛОРІЧАНСЬКЕ     | 84,6      | 15,4       | -          | -          | -          |
| с. ВИШНЕВЕ           | 43,0      | 56,1       | 0,9        | -          | -          |
| с. ГАМІВКА           | 49,5      | 36,3       | 1,0        | 0,2        | 0,8        |
| с. НОВОІВАНІВКА      | 43,7      | 54,5       | 1,8        | -          | -          |
| с. ТАВРІЙСЬКЕ        | 96,5      | 3,5        | -          | -          | -          |
| смт НОВОВАСИЛІВКА    | 86,0      | 13,5       | 0,4        | 0,1        | 0,1        |
| с-ще ЖОВТНЕВЕ        | 86,2      | 13,8       | -          | -          | -          |
| с. НОВООЛЕКСАНДРІВКА | 53,5      | 44,2       | 0,2        | 1,5        | 0,4        |
| с. ПІВДЕННЕ          | 87,4      | 10,3       | 1,2        | -          | -          |
| с. ОЛЕКСАНДРІВКА     | 9,4       | 88,9       | -          | 1,5        | -          |
| с. НЕЧКИНЕ           | 21,9      | 78,1       | -          | -          | -          |
| с. ГАННІВКА          | 36,0      | 9,7        | 33,6       | -          | 19,6       |
| с. МИКОЛАЇВКА        | 55,9      | 6,2        | 37,8       | 0,2        | -          |
| с. ПРУДЕНТОВЕ        | 40,9      | 45,7       | -          | 8,4        | -          |
| с. БЕСІДІВКА         | 4,3       | 94,6       | 1,1        | -          | -          |
| с. ГАННО-ОПАНЛИНКА   | 4,9       | 94,7       | 0,4        | -          | -          |
| с. БОГДАНІВКА        | 16,6      | 5,5        | 72,3       | -          | 0,1        |
| с. СТЕПАНІВКА ДРУГА  | 20,0      | 8,1        | 70,4       | 1,6        | -          |
| с. БОТІЄВЕ           | 77,7      | 13,3       | 8,2        | 0,4        | 0,3        |
| с. БАБАНІВКА         | 73,8      | 23,8       | 2,4        | -          | -          |
| с. СТРОГАНІВКА       | 57,2      | 13,8       | 27,9       | -          | 0,7        |
| с. ВОЛОДИМИРІВКА     | 11,1      | 85,4       | 2,5        | 0,8        | -          |
| с. ВОСКРЕСЕНКА       | 6,8       | 91,5       | 0,7        | -          | -          |
| с. ІВАНІВКА          | 12,5      | 82,3       | 3,1        | -          | -          |
| с. НОВОМИКОЛАІВКА    | 10,1      | 85,7       | -          | -          | -          |
| с. ГЕОРГІЇВКА        | 63,2      | 17,9       | -          | -          | -          |
| с. ГІРСІВКА          | 81,5      | 11,2       | 5,0        | 2,1        | 0,1        |
| с. ДУНАЇВКА          | 37,0      | 62,8       | -          | -          | -          |
| с. ВІКТОРІВКА        | 68,1      | 31,9       | -          | -          | -          |
| с. ДІВНИНСЬКЕ        | 78,0      | 14,5       | 0,2        | -          | 0,5        |
| с. ДМИТРІВКА         | 9,8       | 83,6       | 2,6        | 2,4        | -          |
| с. ДОБРІВКА          | 81,5      | 18,3       | -          | -          | 0,2        |
| с. НОВОПОКРОВКА      | 72,7      | 26,7       | 0,7        | -          | -          |
| с. МАКІВКА           | 13,0      | 87,0       | -          | -          | -          |
| с. НАДЕЖДИНЕ         | 72,3      | 19,8       | 7,7        | -          | -          |
| с. ВОЛНА             | 28,7      | 71,3       | -          | -          | -          |
| с. НОВОКОСТЯНТИНІВКА | 14,8      | 84,0       | -          | 0,6        | 0,1        |
| с. ІГОРІВКА          | 15,3      | 84,8       | -          | -          | -          |
| с. НОВОСПАСЬКЕ       | 81,6      | 18,4       | -          | -          | -          |
| с. ГРОМІВКА          | 71,4      | 28,6       | -          | -          | -          |
| с. МАР'ЯНІВКА        | 42,9      | 56,2       | 0,6        | -          | -          |
| с. ОРІХІВКА          | 10,3      | 88,6       | 1,1        | -          | -          |
| с. ПРИМОРСЬКИЙ ПОСАД | 22,4      | 76,9       | 0,7        | -          | -          |
| с. РОЗІВКА           | 51,9      | 45,8       | 1,1        | -          | -          |
| с. КАЛИНІВКА         | 32,9      | 65,8       | -          | -          | -          |
| с. СТЕПАНІВКА ПЕРША  | 14,1      | 85,7       | 0,1        | -          | 0,1        |
| с. МИРОНІВКА         | 67,2      | 32,8       | -          | -          | -          |
| с. ФЕДОРІВКА         | 56,5      | 12,6       | 23,3       | 5,7        | 1,2        |
| с. ЧКАЛОВЕ           | 19,0      | 80,0       | 0,1        | 0,9        | -          |
| с. ШЕВЧЕНКА          | 27,7      | 70,2       | 0,9        | -          | -          |
| с. ПЕТРІВКА          | 36,0      | 64,0       | -          | -          | -          |
|                      |           |            |            |            |            |

## Економіка
На сьогоднішній день у районі працює 283 підприємства, з яких 23 — сільськогосподарські підприємства, 4 приватних господарств та зареєстровано 256 фермерських господарств. Понад 2 тисяч громадян є сільгосптоваровиробниками. Основна спеціалізація сільськогосподарського виробництва — це вирощування зернових культур. Площа посівів зернових культур протягом останніх 5 років займає від 48 до 52 %, середня врожайність коливається від 22 до 26 ц/га.
У районі тваринницькою галуззю займаються 18 підприємств, включаючи агроцехи ТОВ «Агропромислова компанія», які займаються свинарством та вирощуванням птиці, та СПК «Вікторія», яка займається інкубацію яєць та реалізацію добових пташенят. Промисловість Приазовського району представлена двома підприємствами: Таврійською ливарної компанії «ТАЛКО» і ВАТ «Приазовський сирзавод». На сьогоднішній день Таврійська ливарна компанія «ТАЛКО» — це активне підприємство з сучасними підходами до ведення бізнесу у галузі ливарного виробництва. Основним видом діяльності компанії є виробництво деталей з алюмінієвих сплавів. ВАТ «Приазовський сирзавод» — стабільне підприємство, на якому працює 240 чоловік, не має заборгованості по виплаті заробітної плати і по платежах до бюджету всіх рівнів.
Сьогодні продукція заводу представлена 13 видами твердих сирів, 14 видами плавлених сирів, 3 видами масла, казеїном. Будівельна галузь в районі представлена трьома підприємствами, найбільше з яких ТОВ «Приазовський райагробуд» з виробничою потужністю більше 50 мільйонів гривень в рік. На території Приазовського району планується споруда вітрових електростанцій.

## Соціальна сфера
В районі функціонує 28 загальноосвітніх установ: Із загальної кількості шкіл 12 навчально-виховних комплексів «Школа-дошкільна навчальна установа». В районі працює 13 дошкільних навчальних установ, організовано виховання дітей в 21 групі на базі шкіл. 960 дітей охоплено дошкільним вихованням і освітою. Також функціонують районний Будинок дитячої і юнацької творчості, дитяча юнацька спортивна школа; 27 будинків домів культури,33 бібліотеки. Надання медичних послуг здійснюють 2 районні лікарні та 32 фельдшерсько-акушерських пункти.

## Інфраструктура
Неглибоке тепле Азовське море з дійсно цілющою водою завжди приваблювало до себе відпочиваючих з різних куточків країни. На узбережжі функціонують три дитячих оздоровчих заклади, кемпінг, профілакторій, 11 баз відпочинку, наметові табори. Гостинно відчиняють свої двері пансіонат «Азов», перлина узбережжя пансіонат «Металург», туристичний комплекс «Рибачий» з широким колом послуг, умови відпочинку в яких відповідають сучасним вимогам. В районі можуть відпочивати люди з різним смаком і достатком.
Клімат району різко континентальний. Зона нестійкого землеробства.
Приазовський район має достатньо високий потенціал природних ресурсів, що в сукупності з сприятливими кліматичними умовами визначає перспективу розвитку району в багатопрофільному лікувально-оздоровчому напрямку.
Основними видами рекреаційних ресурсів є лікувальні мулові грязі Молочного, Олександрівського, Демузгельського і Ботієвського лиманів, 32 джерела різноманітних мінеральних вод, використання яких можливе, як при санаторно-курортному лікуванні, так і для промислового розливу, як лікувально-столових вод; морські й лиманські пляжі; ропа лиманів і морська вода. В селі Строганівка діє унікальний дерматологічний диспансер, що не має аналогів в Україні. Тут лікують за допомогою таласотерапії природними засобами. Це єдине місце в Україні, де лікувальними грязями в сукупності з морською водою і сонячним світлом успішно лікують псоріаз.

## Туристичний потенціал

### Території та об'єкти природно-заповідного фонду
До природно-заповідного фонду Приазовського району входить 1 об'єкт ПЗФ загальнодержавного значення (національний природний парк) та 8 об'єктів ПЗФ місцевого (обласного) значення (7 заказників, 1 пам'ятка природи).
- Ландшафтний заказник «Гирло річки Корсак»
- Лісовий заказник «Лісовий масив біля річки Домузла»
- Ентомологічний заказник «Цілинна ділянка в поймі річки Корсак» 63 га
- Ентомологічний заказник «Цілинна ділянка в поймі річки Корсак» 57 га
- Ботанічний заказник «Балка Домузгла»
- Ландшафтний заказник «Степанівська коса»
- Ботанічний заказник «Захисна смуга»
- Кам'яна могила біля села Нововспаське
- Приазовський національний природний парк

### Заклади культури і мистецтв
- Приазовський районний краєзнавчий музей
- Етнографічний музей, с. Ботієве
- Дівнинський сільський краєзнавчий музей
- Приазовська центральна районна бібліотека

### Садиби сільського туризму, етносадиби
- Садиби сільського туризму, с. Новокостянтинівка
- Албанська етносадиба, смт. Приазовське

### Об'єкти духовного туризму
- Церква Святої Трійці
- Церква Святого Дмитра (кінець XIX ст.)
- Свято-Успенська церква кінця XIX ст.

### Традиційні свята та фестивалі
- День Слов'янської писемності та культури
- Свято «В гостях у Солохи»

### Оздоровчі заклади
- Пансіонат «Азов»
- Пансіонат «Металург»
- База відпочинку «Азовський Маяк»
- База відпочинку «Надія»
- Дитячо-оздоровчий заклад «Азовський маяк»
- Пансіонат «Екскребул»
- База відпочинку «Маяк»
- База відпочинку «Сонячний берег»
- База відпочинку «Бригантина»
- Дитячо-оздоровчий заклад «Чайка»
- Дитячо-оздоровчий заклад «Азовець»
- Притулок «Вікторія»
- База відпочинку «Факел»
- База відпочинку ТОВ «Каміон плюс»
- База відпочинку «Бриз»
- База відпочинку «Дельфін»
- База відпочинку «Павлоградвугілля»
- База відпочинку «Смак»
- База відпочинку «Комунар»
- База відпочинку «Водник»
- Туристичний комплекс «Рибачий»
- База відпочинку ПП «Шостак Г. А.»
- База відпочинку ПП «Шостак Л. І.»
- База відпочинку ПП «Кононенко»

## Політика
25 травня 2014 року відбулися Президентські вибори України. У межах Приазовського району була створена 41 виборча дільниця. Явка на виборах складала — 49,00 % (проголосували 11 147 із 22 747 виборців). Найбільшу кількість голосів отримав Петро Порошенко — 29,68 % (3 308 виборців); Сергій Тігіпко — 23,50 % (2 620 виборців), Михайло Добкін — 9,23 % (1 029 виборців), Юлія Тимошенко — 7,94 % (885 виборців), Петро Симоненко — 6,14 % (684 виборців). Решта кандидатів набрали меншу кількість голосів. Кількість недійсних або зіпсованих бюлетенів — 2,90 %.